# Daniel Bargeton
Pour les articles homonymes, voir Bargeton.
Daniel Bargeton est un médecin et physiologiste français, né le 16 août 1906 à Saint-André-de-Majencoules et mort le 25 juin 1980 à Paris.
Spécialiste de physiologie humaine, considéré comme l'un des initiateurs de la physiologie respiratoire en France, il a étudié les mécanismes de la régulation de la ventilation pulmonaire et la régulation chimique de la respiration au niveau alvéolaire.

## Biographie

### Famille
Daniel Bargeton est le neveu du diplomate Paul Bargeton, le petit-fils du haut fonctionnaire Louis Bargeton (par son père Pierre Joseph Bargeton) et le petit-fils du magistrat Louis Sarrut (par sa mère Jeanne Sarrut). Sa femme Janine est morte centenaire en 2022. 

### Carrière[2]
Il fait ses études à la faculté de médecine de Paris et devient in interne des Hôpitaux de Paris en 1929. En 1931-1932, il est assistant étranger à l'hôpital Virchow et à l'hôpital West End de Berlin puis devient en 1932 collaborateur des professeurs F. Couvelaire, F. Rathery et Léon Binet et, en 1933, assistant du laboratoire de physiologie à la Faculté de médecine de Paris.
Docteur en médecine (soutenance d'une thèse portant sur la physiologie du poumon) (1936), il est en 1936-1937 Fellow de la Fondation Rockefeller auprès du physiologiste américain W.B. Cannon à l'université Harvard de Boston et au laboratoire de biologie marine de Woods Hole (Massachusetts).
Chef de clinique à la Faculté de médecine de Paris (1938), il est chargé de recherche au C.N.R.S. en 1943, maître de recherches au C.N.R.S. en 1945 et est en 1946, agrégé de physiologie à la Faculté de médecine de Paris.
Professeur sans chaire à la Faculté de médecine de Paris (1952), il devient en 1958 professeur titulaire à la Faculté de médecine de Paris, où il organise un centre d'études de physiologie humaine.
Biologiste des Hôpitaux et chef de service (1962), il est en 1967 directeur de l'UR 81 - INSERM, groupe de recherche de technologie des explorations fonctionnelles respiratoires de l'INSERM.
Il devient en 1967 professeur honoraire à l'université Paris-VI Pierre et Marie Curie.

## Membres
- Membre de la Fondation Rockefeller de l'université Harvard de Boston
- Membre de l'Association des physiologistes de langue française, de la Société de biologie (Paris), de la Société française de biométrie, de la Société européenne de physiopathologie respiratoire, de la Société de biomécanique et de la Deutsche Physiologische Gesellschaft (Munich)
- Membre de l'Académie des sciences section de biologie humaine et des sciences médicales
- Docteur honoris causa de la Ruhr-Universität Bochum

## Publications[3]
- Difficulté du diagnostic entre maladie de Hodgkin et leucémie à monocytes, Sang, 1933 (en collaboration avec Georges Marchal)
- Sur le pouvoir désaminant du poumon, comptes rendus de l'Académie des sciences (CRAS), 1934 (en collaboration avec Léon Binet)
- Le poumon isolé, Bulletin de l'Académie de médecine, 1936
- Les accidents de l'électricité, 1938
- Recherches sur la circulation pulmonaire. Étude des réactions vaso-motrices provoquées par divers agents chimiques sur le poumon isolé, perfusé et ventilé, Mémoires de l'Académie des sciences, 1940 (en collaboration avec L. Binet)
- Poumon et ammoniaque sanguine, 1941 (thèse de doctorat en médecine)
- Diabète traumatique récidivant, Bulletin de la Société médicale des hôpitaux, 1941 (en collaboration avec F. Rathery et P. Fromont)
- Le contrôle instantané de la ventilation pulmonaire, IXe Congrès international de physiologie, Montréal, 1953 (en collaboration avec L. Binet, P. Dejours et F. Girard)
- L'adaptation au froid : réactions à long terme de la thermorégulation, Archives de sciences physiologiques, 1956
- La recherche en physiologie cardio-vasculaire en France pendant les quinze dernières années : volume jubilaire en l'honneur de H. Hermann, 1968
- Modèles linéaires en mécanique ventilatoire : détermination de leurs caractéristiques par observation de la respiration spontanée, Bulletin de physiologie et pathologie respiratoires, 1972

## Décorations
- Légion d'honneur (Officier)
- Commandeur dans l'Ordre des Palmes académiques
- Chevalier dans l'Ordre de la Santé publique
- Médaille d'honneur du Service de santé des armées